# Basalcellscancer

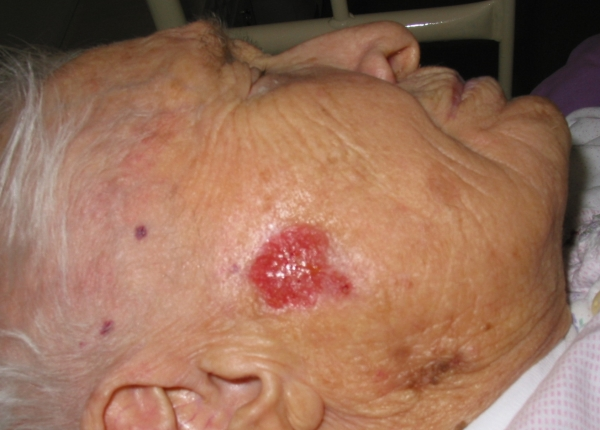
Ett basaliom i ansiktet.

Basalcellscancer eller basaliom är den vanligaste formen av hudcancer hos människa. Huvudorsaken bakom cancerformen är exponering för UV-ljus från solen. Basalcellscancern är mindre aggressiv än andra former av hudcancer inklusive malignt melanom. Basalcellscancer sprider sig mycket sällan i kroppen genom metastasering. Däremot bör tumören åtgärdas, eftersom den kan växa in och skada underliggande vävnad nära tumören.
Hudförändringar som indikerar på basalcellscancer är tex en hudfärgad, lätt glänsande knottra, en eksemliknande fläck eller ett ärrliknande område. Det kan också vara som ett sår som aldrig vill läka.

## Behandling
Det finns många olika behandlingsalternativ, och vilket alternativ som väljs beror på tumörens typ , lokalisation, olika faktorer som gäller patienten samt mottagningens och behandlarens preferenser.
- Mohs kirurgi

- frysbehandling (kryo)

- fotodynamisk behandling (PDT)

- krämbehandling

- skrapning och bränning

## Prognos
Om behandlingen varit lyckad och all tumörvävnad avlägsnats är patienten botad från sin basalcellscancer. 